# Babylon
Babylon (tiếng Hy Lạp: Βαβυλών, tiếng Akkad: Babili, Babilla) là một thành quốc của Lưỡng Hà cổ đại. Các di tích của thành quốc này được phát hiện ngày nay nằm ở Hillah, Babil, Iraq, khoảng 85 km (55 dặm) về phía nam thủ đô Baghdad. Tất cả những gì còn lại của thành phố ban đầu của Babylon cổ đại nổi tiếng ngày nay là một gò đất, hoặc các toà nhà xây bằng các gạch bùn và các mảnh vỡ ở vùng đồng bằng màu mỡ Lưỡng Hà giữa hai dòng sông Tigris và Euphrates. Babylon từng được ước tính là thành phố lớn nhất thế giới trong giai đoạn 1770 TCN - 1670 TCN, và  612 TCN - 320 TCN. Có lẽ nó là thành phố đầu tiên có dân số trên 200,000.
Mặc dù nó đã được tái tạo, tài nguyên lịch sử cho chúng ta thấy rằng Babylon ban đầu là một thị trấn nhỏ, đã phát triển nhanh chóng vào thời kỳ đầu của thiên niên kỷ 3 trước Công nguyên. Thị trấn phát triển mạnh và đã đạt được sự nổi bật và tầm quan trọng chính trị với sự trỗi dậy của triều đại Babylon đầu tiên. Tự xưng là người kế thừa của Eridu cổ, Babylon đã làm lu mờ Nippur với tư cách là thành phố thánh địa của Lưỡng Hà vào khoảng thời gian vua Hammurabi lần đầu thống nhất Đế quốc Babylon, và cũng có thể trở thành kinh đô của đế quốc Tân Babylon vào năm 612-539 trước Công nguyên. Dưới triều vua Nebuchadnezzar II, Đế quốc Tân Babylon trở nên vô cùng hùng mạnh. Ông vài lần mang quân tiến đánh thành Jerusalem, đày ải những người Do Thái về thành Babylon. Vườn treo Babylon là một trong Bảy kỳ quan thế giới cổ đại.
Vào năm 539 TCN, với lực lượng Quân đội hùng cường của mình, vị Hoàng đế sáng lập ra Đế quốc Ba Tư - Cyrus Đại Đế tiến hành chinh phạt Đế quốc Tân Babylon, đánh bại Quốc vương Nabonidus và từ đó, Đế quốc Tân Babylon sụp đổ. Tuy nhiên, kinh thành Babylon vẫn đóng vai trò quan trọng đối với những vị vua mới của họ. Các Hoàng đế của nhà Achaemenes xưng những danh hiệu Hoàng gia Babylon xưa, và còn được gọi là "Đức Vua của Babylon, Đức Vua của các vùng đất". Không những xưng làm "Đức Vua của Babylon", Hoàng đế Cyrus Đại Đế vẫn tôn kính những truyền thống văn hóa và tôn giáo của dân tộc Babylon. Ông cho tiến hành dự án xây dựng những ngôi đền Babylon đã bị quên lãng dưới các đời vua Belshazzar và Nabonidus, đồng thời giải thoát những người nô lệ ở thành Babylon ra khỏi kiếp khổ sai - trong số đó có những người Do Thái.

## Địa lý

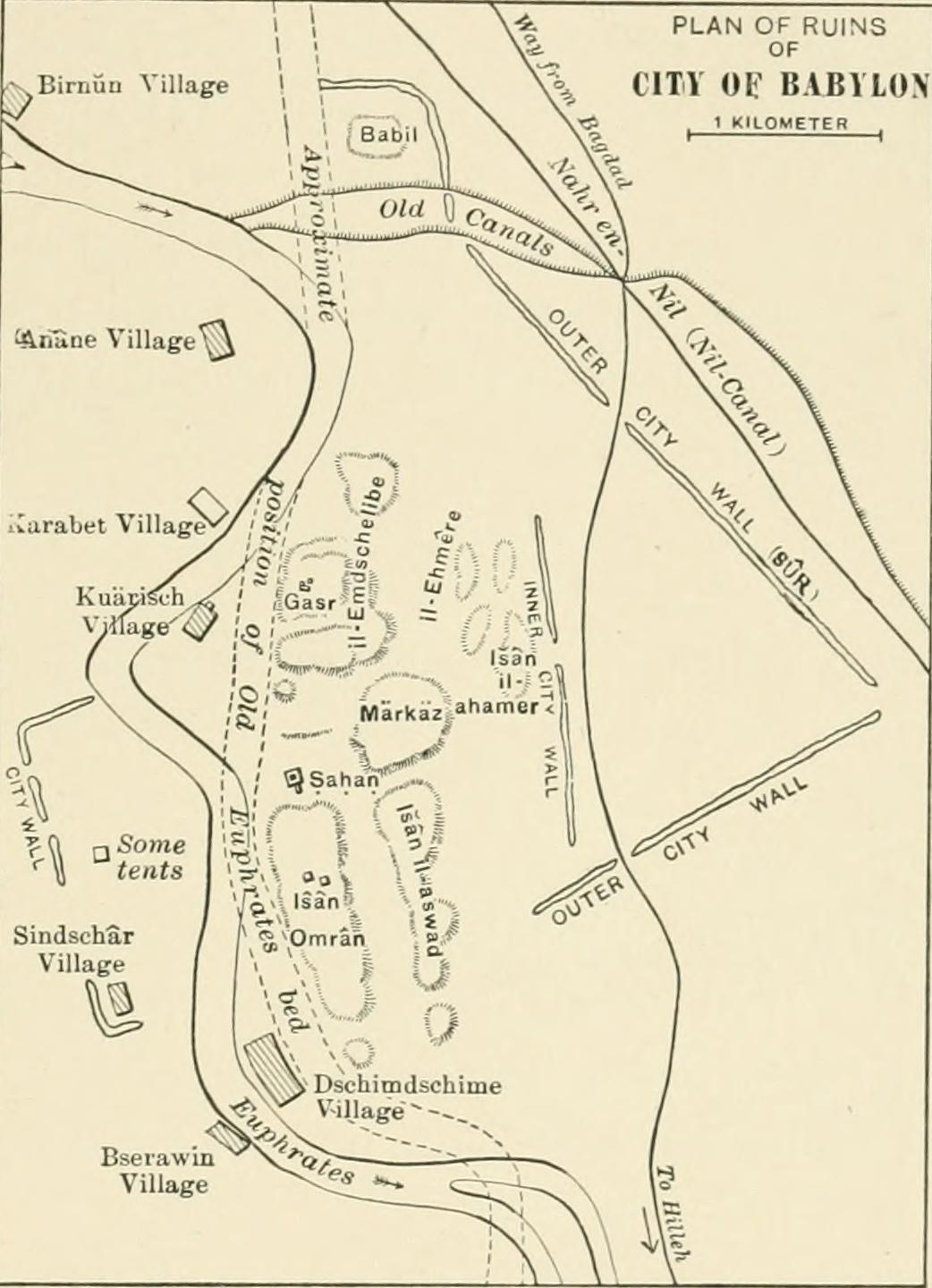
Bản đồ khu di tích Babylon, 1905

Những phần còn lại của Babilon hiện nay tại Hillah, Babil Governorate, Iraq, bao gồm các mảnh vỡ của một công trình lớn và gạch vụn. Vị trí của Babylon cổ bao gồm một số gò đất có diện tính khoảng 1–2 km trải dài từ bắc xuống nam, dọc bờ sông Euphrates ở phía tây. Ban đầu, dòng sông chia cắt thành phố, nhưng dòng chảy của dòng sông đã bị thay đổi, do đó hầu hết phần phía tây của thành phố đã nằm dưới lòng sông. Một số phần của tường thành Babylon nằm ở phía tây dòng sông vẫn còn đến ngày nay.
Các di tích hiện nay của thành phố:
- Kasr - hay còn được gọi là Cung điện, hoặc Lâu đài, nó là vị trí của ziggurat Etemenanki thuộc Đế quốc Tân Babylon, nằm ở vị trí trung tâm của di tích.
- Amran Ibn Ali - là gò đất cao nhất với độ cao 25 mét, nằm ở phía nam. Đó là vị trí của Esagila, một ngôi đền thờ thần Marduk, và các đền thờ khác của thần Eva và Nabu.
- Homera - Một gò đất màu đỏ nằm về phía tây. Hầu hết các di tích Hy Lạp cổ đại đều ở đây.
- Babil - một gò đất cao 22 mét nằm về phía bắc của khu di tích. Gạch của nó đã bị cướp mất từ thời cổ đại. Nơi đây tọa lạc một cung điện được xây dựng bởi vua Nebuchadnezzar.

Mặc dù thành phố đã tồn tại từ thiên niên kỷ thứ 3 trước Công Nguyên, vì nhiều lý do, hầu như không còn bất cừ thứ gì của thời kỳ đó được khôi phục dưới thời Tân Babylon. Qua nhiều thế kỷ, mực nước của khu vực này đã tăng lên đáng kể và hạn chế của các phương pháp khảo cổ ngày này, chúng ta vẫn chưa tìm được các hiện vật của thời kỳ trước Đế quốc Tân Babylon. Thêm vào đó, dân Tân Babylon đã thực hiện các dự án tái xây dựng thành phố, điều đó đồng nghĩa với việc các tàn tích của thời kỳ trước đó đã phá hủy hoặc bị che giấu. Babylon đã từng bị cướp bóc rất nhiều lần trước sau khi nổi dậy chống lại chế độ ngoại xâm, đặc biệt là bởi người Hittis và Elams trong thiên niên kỷ thứ 2, sau đó bởi Đế quốc Tân Assyria và Đế quốc Achaemenid trong thiên niên kỷ thứ 1 trước Công Nguyên. Hầu hết phần phía tây của thành phố bị chìm dưới đáy sông, và các phần còn lại của nó đã bị khai thác để làm vật liệu xây dựng.

## Lịch sử cổ đại

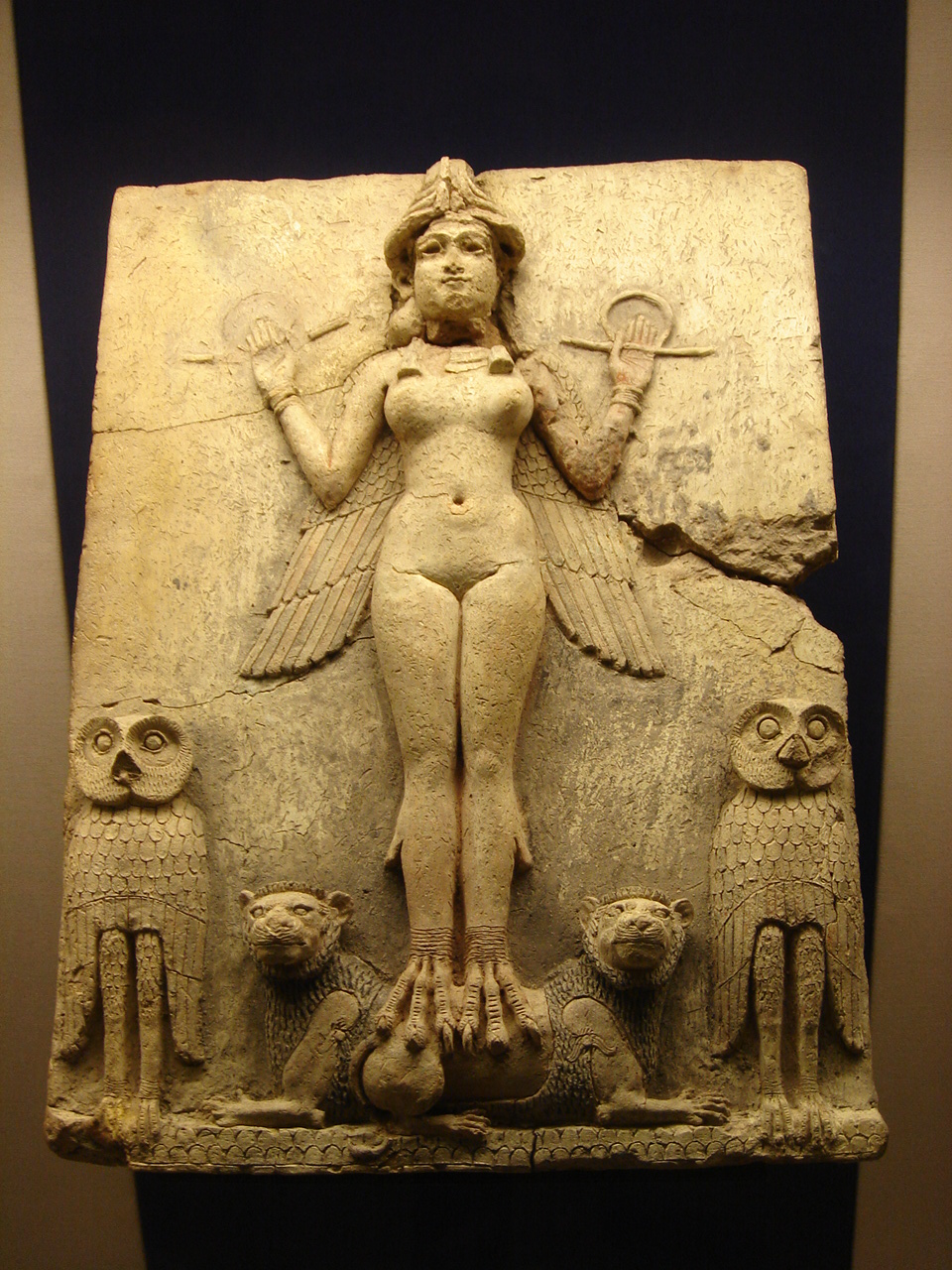
Nữ hoàng bóng đêm. Hình ảnh có thể là một khía cạnh của nữ thần Ishtar, nữ thần tình yêu và tình dục của người Babylon

Một phiến đá đã mô tả triều đại Sargon của Akkad (khoảng thế kỷ 23 TCN theo lịch cổ đại) đã nhắc đến thành phố Babylon. Theo Biên niên sử Weidner, Sargon đã xây dựng Babylon "ngay trước Akkad". Một biên niên sử sau đó cũng xác nhận rằng Sargon "đào đất từ cái hố của Babylon và tạo nên một phần của Babylon ngay bên cạnh Akkad." Van de Mieroop cho rằng các nguồn này có thể đã đề cập đến vua Sargon II của Đế quốc Tân Assyria thay vì vua Sargon của Akkad.
Nhà ngôn ngữ học I.J. Gelb gợi ý rằng cái tên Babil có liên quan đến một thành phố trước đó. Nhà khảo cổ Herzfeld đã viết về thành phố Bawer của Iran cổ đại, và tên Babil có thể đã đề cập đến Bawer. David Rohl cho rằng Babylon gốc được xác định với Eridu. Joan Oates tuyên bố trong cuốn sách của bà rằng Babylon có nghĩa là Cánh cổng của các vị thần, tuy nhiên tuyên bố này đã không còn được các học giả hiện đại chấp nhận. Sách Sáng Thế tuyên bố rằng một vị vua trong Kinh thánh tên Nimrod là người sáng lập của Babel (Babylon).
Vào khoảng thế kỷ thứ 19 trước Công Nguyên, phần lớn miền nam Lưỡng Hà đã bị chiếm đóng bởi người Amorite, các bộ lạc du mục đến từ phía bắc Levant. Không như người Akkad bản xứ ở phía nam Lưỡng Hà và Assyria, người Amorite không canh tác nông nghiệp, họ thích lối sống bán du mục, chăn cừu. Theo thời gian, người Amorite có nhiều thương nhân nổi lên và thành lập các triều đại độc lập của họ ở các thành bang phía nam Lưỡng Hà. Trong đó đáng chú ý là Isin, Larsa, Eshnunna, Lagash, và sau này là Babylon.

### Thời kỳ Babylon cũ

Bản đồ lãnh thổ Babylon từ khi ông lên ngôi và năm 1792 trước Công Nguyên đến khi ông chết vào năm 1750 trước Công Nguyên

Triều đại Babylon đầu tiên được sáng lập bởi một tộc trưởng người Amorite tên Sumuabum vào năm 1894 trước Công Nguyên, người đã tuyên bố độc lập từ thành bang Kazallu lân cận. Người Amorite không phải tộc người bản xứ của vùng Lưỡng Hà, họ là tộc người bán du mục phía tây bắc Canaanite đã xâm lăng vùng đất này từ phía bắc Levant. Cùng với người Elam ở phía đông, đã bị mất quyền kiểm soát các thành bang Akkad ở phía nam Lưỡng Hà nhờ sự can thiệp của các vị vua quyền lực của Đế chế Assyria cũ từ phía bắc Lưỡng Hà vào thế kỷ 21 và 20 trước Công Nguyên. Tuy nhiên, khi người Assyria chuyển sự chú ý sang việc mở rộng thuộc địa ở Tiểu Á, người Amorite đã bắt đầu thống trị vùng này.
Ban đầu, Babylon chỉ là một thành bang nhỏ, kiểm soát một ít lãnh thổ xung quanh, thậm chí bốn nhà cai trị người Amorite đầu tiên không có được danh hiệu vua của thành phố. Nó vẫn bị lu mờ bở các thành bang cũ hơn và mạnh mẽ hơn như Assyria, Elam, Isin và Larsa cho đến khi nó trở thành thủ đô Đế chế Babylon ngắn ngủi của Hammurabi vào khoảng một thế kỷ sau. Hammurabi (1792 - 1750 trước Công Nguyên)  nổi danh vì đã tạo ra luật lệ cho người Babylon trong Bộ Luật Hammurabi. Ông chinh phục các thành phố và thành bang phía nam Lưỡng Hà, gồm cả Isin, Larsa, Ur, Uruk, Nippur, Lagash, Eridu, Kish, Adab,  Eshnunna, Akshak, Akkad, Shuruppak, Bad-tibira, Sippar và Girsu, thống nhất chúng vào một vương quốc duy nhất được cai trị bởi Babylon. Hammurabi cũng đã chinh phục Elam ở phía đông, và các vương quốc của người Mari và người Ebla ở tây bắc. Vào cuối triều đại của mình, sau một cuộc chiến kéo dài với vua Ishme-Dagan của Assyria, ông đã buộc người kế vị của Assyria phải cống nạp cho mình, mở rộng quyền lực của Babylon đến các thuộc địa Hattian và Hurrian của Assyria ở Tiểu Á.

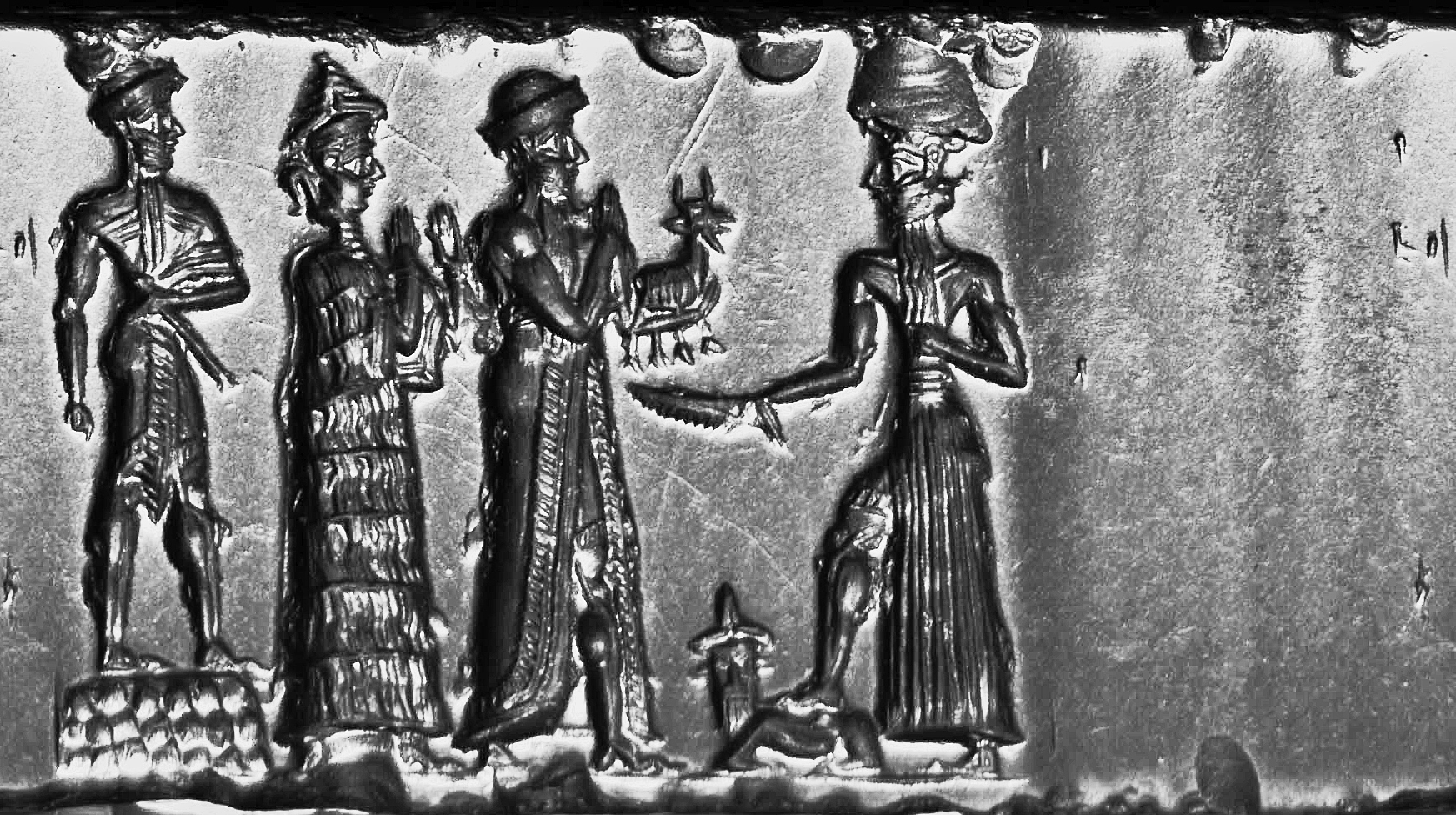
Hình scan theo chiều ngang một con dấu thuộc Babylon cổ. Con dầu này có thể đã được tạo ra tại một xưởng ở Sippar (khoảng 40 dặm về phía bắc của Babylon) trong hoặc ngay sau triều đại của Hammurabi. Nó mô tả nhà vua đang thực hiện lễ hiến tế thần Mặt trời Shamash.

Sau triều đại của Hammurabi, toàn bộ miền nam Lưỡng Hà được xem như lãnh thổ Babylon, trong khi miền bắc đã được kết hợp thành Assyria vào nhiều thế kỷ trước. Kể từ thời điểm này, Babylon đã trở thành một trung tâm tôn giáo lớn của vùng Lưỡng Hà, thay thế cho các thành phố cổ của Nippur và Eridu. Đế quốc của Hammurabi rơi vào tình trạng bất ổn sau khi ông qua đời. Người Assyria đã đánh bại và trục xuất người Babylon cũng như người Amorite. Cực nam Lưỡng Hà ly khai và tạo nên triều đại Sealand, và người Elam chiếm đóng vùng lãnh thổ phía đông Lưỡng Hà. Triều đại Amorite vẫn nắm quyền ở Babylon, nơi đã trở lại là một thành bang nhỏ.
Vào năm 1595 trước Công Nguyên, thành phố đã bị lật đổ bởi Đế chế Hitti từ Tiểu Á. Sau đó, người Kassite từ dãy núi Zagros từ tây bắc Iran cổ đại đã chiếm Babylon, mở ra một triều đại kéo dài 435 năm. Trong khoảng thời gian này, thành phố được đổi tên thành Karanduniash. Babylon của người Kassite lệ thuộc vào Đế chế Trung Assyria (1365 - 1053 trước Công Nguyên) ở phía bắc, và Elam ở phía đông, hai thế lực này cạnh tranh giành quyền kiểm soát thành phố. Vua Assyria Tukulti-Ninurta I đã lên ngôi vua của Babylon từ năm 1235 trước Công Nguyên.
Vào năm 1155 trước Công Nguyên, sau nhiều lần bị tấn công và chiếm đóng liên tục bởi người Assyria và Elam, người Kassite đã bị truất quyền ở Babylon. Lần đầu tiên, một triều đại Akkad phía nam Lưỡng Hà đã cai trị Babylon. Tuy nhiên Babylon vẫn yếu và chịu sự áp bức của Assyria. Các vị vua bản bản địa đã không thể ngăn chặn các làn sóng định cư của người Tây Semitic ngoại quốc đến từ các sa mạc của Levant, bao gồm cả người Aramean và người Sutean vào thế kỷ 11 trước Công Nguyên, và cuối cùng là người Chaldea vào thế kỷ thứ 9 trước Công Nguyên, họ đã xâm nhập và chiếm đoạt các lãnh thổ của Babylon. Người Aramean đã cai trị Babylon một thời gian ngắn vào cuối thế kỷ 11 trước Công Nguyên.

### Thời kỳ Assyria

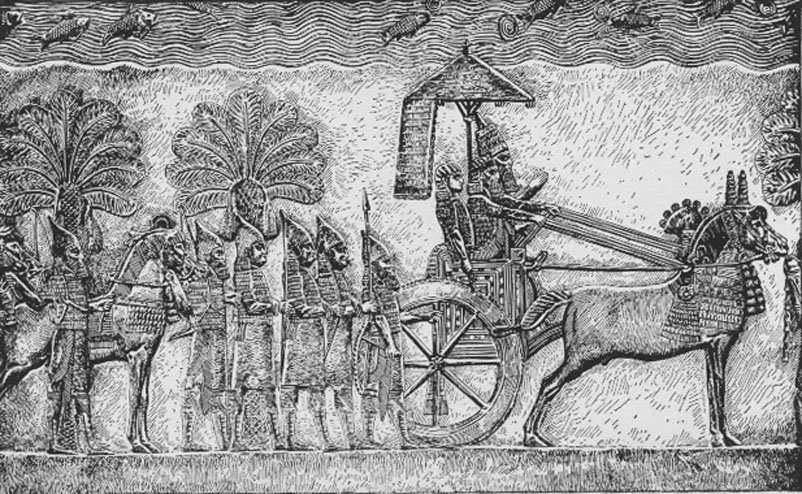
Vua Sennacherib của Assyria trong chiến tranh Babylon, được phục hồi từ cung điện của ông tại Nineveh.

Trong thời kỳ thống trị của Đế chế Tân Assyria (911 - 609 trước Công Nguyên), lãnh thổ Babylon đã chịu sự đô hộ cũng như kiểm soát trực tiếp của Assyria. Trong triều đại của vua Assyria Sennacherib, Babylon đang diễn ra một cuộc nổi dậy trường kỳ, được dẫn đầu bởi một tù trưởng người Chaldea tên Merodach-Baladan, vốn là đồng minh của người Elam, cuộc nổi dậy chỉ bị dập tắt khi thành phố Babylon bị phá hủy hoàn toàn. Vào năm 689 trước Công Nguyên, toàn bộ tường thành, đền thờ, và cung điện của thành phố đã bị phá hủy, đống đổ nát của thành phố bị ném Arakhtu, vùng biển tiếp giáp phía nam Babylon cũ. Sự phá hủy trung tâm tôn giáo này đã gây sốc cho nhiều người, sự kiện vua Sennacherib và hai con ông bị giết trong khi đang cầu nguyện thần Nisroch được xem như một hành động chuộc tội. Sau đó, người kế vị ông, Esarhaddon đã nhanh chóng xây dựng lại thành phố cũ và đã ở đó trong suốt một năm. Sau cái chết của ông, vùng Babylon được cai trị bởi con trai cả của ông, hoàng tử Shamash-shum-ukin, là người bắt đầu cuộc nội chiến vào năm 625 trước Công Nguyên với chính em của mình, Ashurbanipal, người cai trị Nineveh. Shamash-shum-ukin đã nhờ đến sự giúp sức của các bộ tộc chư hầu của Assyria, bao gồm Elam, Ba Tư, Chaldea và Suti ở miền nam Lưỡng Hà, người Canaan và Arab ở vùng sa mạc phía nam Lưỡng Hà.
Một lần nữa, Babylon bị vây hãm bởi người Assyria, đầu hàng vì nạn đói và các đồng minh của họ cũng bị đánh bại. Ashurbanipal đã tổ chức một "buổi hòa giải", nhưng ông không dám "nắm lấy tay" Bel. Một vị quan người Assyria tên Kandalanu đã được bổ nhiệm làm người cai trị thành phố. Sau cái chết của Ashurbanipal, đế quốc Assyria rơi vào hỗn loạn do một loạt các cuộc nội chiến trong suốt các triều đại vua Ashur-etil-ilani, Sin-shumu-lishir và Sin-shar-ishkun. Cuối cùng, Babylon, cũng như các vùng lãnh thổ phía đông, đã lợi dụng tình trạng vô chính phủ của Assyria để tự giải phóng khỏi sự cai trị của người Assyria.

### Đế quốc Tân Babylon

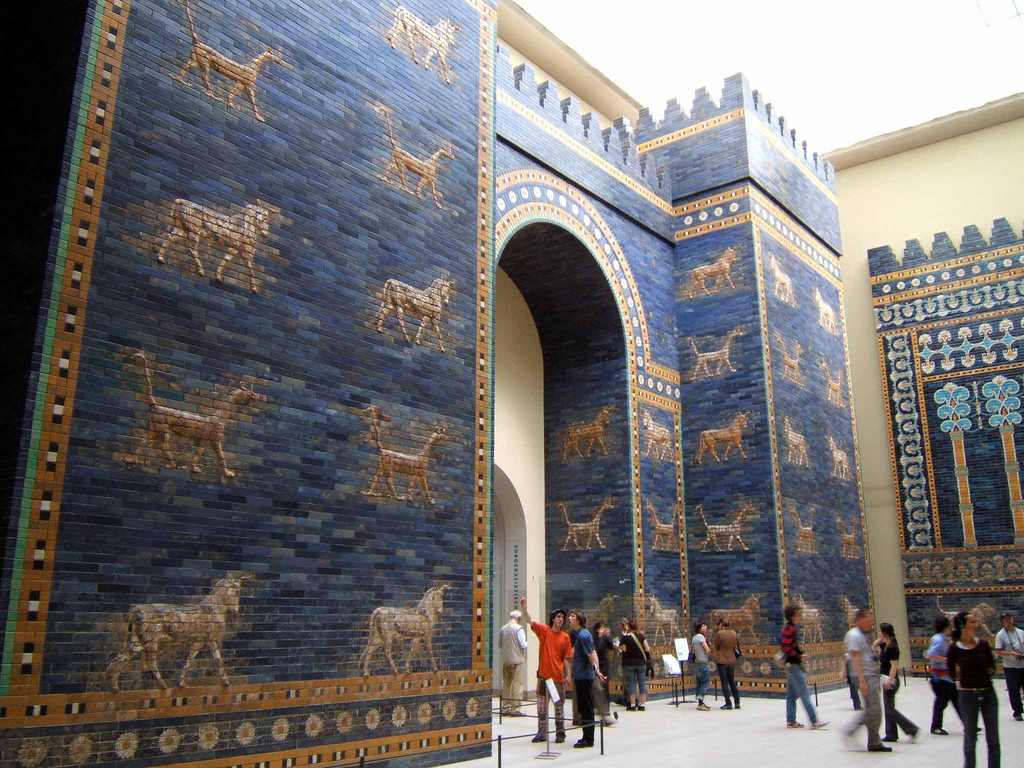
Phiên bản khôi phục của Cổng Ishtar xanh dương, cửa ngõ phía bắc Babylon. Nó được đặt theo tên nữ thần tình yêu và chiến tranh. Trang trí trên cánh cổng là các biểu tượng bò và rồng, những biểu tượng của thần Marduk.

Dưới thời Nabopolassar, một tù trưởng người Chaldea không tên tuổi vào lúc đó, Babylon cuối cùng đã thoát khỏi ách đô hộ của Assyria. Sau đó, một liên minh giữa Babylon và Cyaxares, vua của Medes, người Ba tư, người Scythia và người Cimmeria, Đế quốc Assyria cuối cùng đã bị diệt vong vào khoảng năm 612 - 605 trước Công Nguyên. Babylon trở thành thủ đô của Đế quốc Tân Babylon (hay còn gọi là Đế quốc Chaldea).

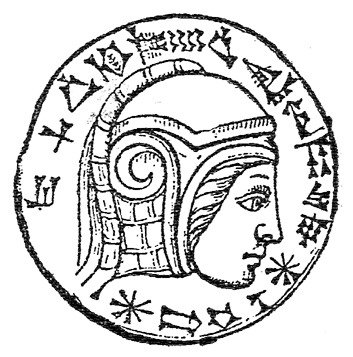
Một bản điêu khắc trên đá với chân dung Nebuchadnezzar II.

Cùng với nền độc lập được khôi phục, một thời kỳ mới được mở ra, các hoạt động kiến trúc diễn ra sôi nổi khắp đất nước, đặc biệt trong triều đại của con trai Nabopolassar, Nebuchadnezzar II (604 - 561 trước Công Nguyên). Nebuchadnezzar II ra lệnh tái thiết toàn bộ các căn cứ của đế quốc, kể cả ziggurat Etemenanki, và Cổng Ishtar - cổng thành nổi bật nhất trong tám cổng thành của Babylon. Một phiên bản khôi phục của Cổng Ishtar được trưng bày ở Bảo tàng Pergamon, Berlin.
Nebuchadnezzar II còn được biết đến như người xây dựng Vườn treo Babylon - một trong bảy kỳ quan thế giới cổ đại - công trình được cho là đã được xây dựng để làm nguôi ngoai căn bệnh nhớ nhà của vợ ông, Amyitis. Sự tồn tại của khu vườn này còn là một vấn đề đang được tranh luận. Các cuộc khai quật bởi nhà khảo cổ học người Đức Robert Koldewey được cho là đã tìm ra phần nền của công trình, mặc dù nhiều sử gia không đồng ý về địa điểm, nhiều người tin rằng vườn treo đã có thể bị nhầm lẫn với các khu vườn thuộc kinh đô Assyria, Nineveh.
Người Chaldea cai trị Babylon không lâu; hiện vẫn không rõ rằng Neriglissar và Labashi-Marduk là người Chaldea hay người Babylon bản địa, và người cai trị cuối cùng Nabonidus (556 - 539 trước Công Nguyên) và người con của ông, Belshazzar có phải là người Assyria đến từ Haran.

### Cuộc chinh phạt của Ba Tư

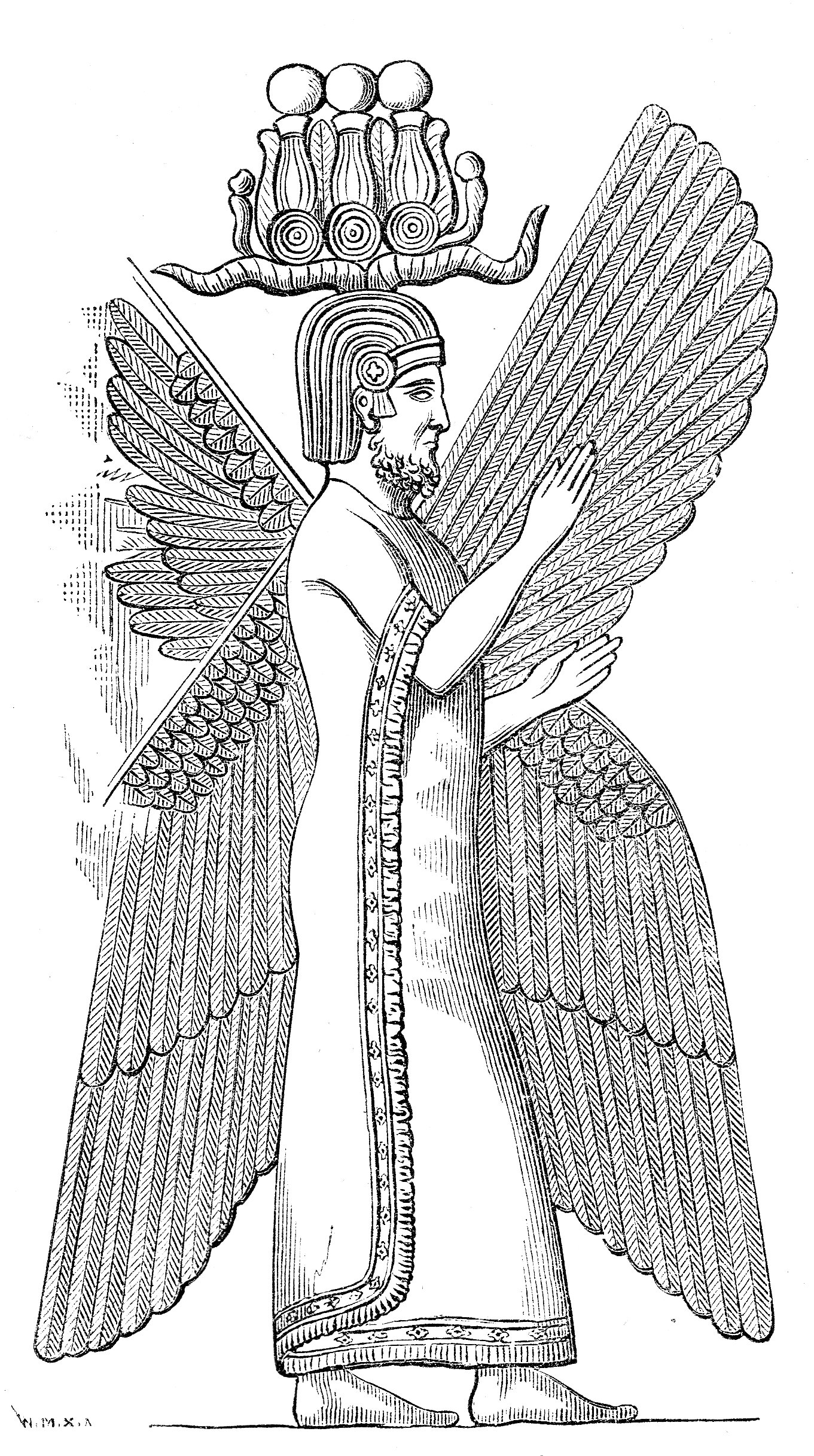
Cyrus Đại đế đội vương miện Hemhem.

Vào năm 539 trước Công Nguyên, Đế quốc Tân Babylon rơi vào tay Cyrus Đại đế, vua của Ba Tư, sau Trận đánh Opis. Tường thành Babylon được cho là bất khả xâm phạm. Do đó, cách duy nhất để vào thành phố là qua các cổng thành hoặc theo dòng chảy sông Euphrates. Babylon đã cho lắp đặt các lưới kim loại dưới nước để dòng sông có thể chảy qua tường thành mà vẫn ngăn chặn được sự xâm nhập từ bên ngoài. Trong một bữa tiệc của Babylon, quân đội của Cyrus đã chặn thượng nguồn sông Euphrates, làm cho mực nước sông Euphrates hạ xuống và quân lính của ông có thể xâm nhập vào thành phố bằng dòng sông. Quân Ba Tư chiếm đóng các khu vực xa trung tâm thành phố, trong khi phần lớn người Babylon ở trung tâm không nhận ra được sự xâm nhập của người Ba Tư. Điều này đã được Herodotus ghi chép và cũng được nhắc đến trong Kinh Thánh Hebrew.
Theo Biên niên sử số 2 của Kinh thánh Hebrew, Cyrus sau đó đã ban một sắc lệnh cho phép những người bị bắt giữ, trong đó có người Do Thái, được trở về vùng đất của họ. Ghi chép được tìm thấy trên Ấn hình trụ Cyrus được các học giả về kinh thánh xem như bằng chứng thuyết phục cho chính sách này, mặc dù sự giải thích này bị tranh cãi vì ghi chép này chỉ nhắc đến các khu vực thuộc Lưỡng Hà, và không hề nhắc đến người Do Thái, Jerusalem, hoặc Judea.
Dưới triều đại Cyrus và sau đó là Darius Đại đế, Babylon trở thành thủ đô của Satrap thứ 9 (Babylon ở phía nam và Athura ở phía bắc), nơi đây cũng là một trung tâm nghiên cứu và khoa học. Dưới thời trị vì của người Ba Tư, nghệ thuật của người Babylon cổ trong thiên văn học và toán học đã được hồi sinh, các học giả Babylon đã hoàn thiện bản đồ các chòm sao. Thành phố trở thành thủ đô hành chính của Đế quốc Ba Tư và vẫn nổi bật trong suốt hai thế kỷ. Nhiều khám phá khảo cổ học đã cung cấp nhiều hiểu biết về thời kỳ đó.
Các vị vua Ba Tư đầu tiên đã cố gắng duy trì các nghi lễ tôn giáo Marduk, nhưng dưới triều đại Darius III, việc thu thuế quá mức, căng thẳng của những cuộc chiến tranh liên tục, và bất ổn của các khu vực xung quanh đã dẫn đến sự phá hoại các đền thờ và kênh rạch chính của Babylon. Nhiều cuộc nổi dậy đã diễn ra và các vị vua bản địa người Babylon đã giành được nền độc lập ngắn ngủi vào năm 522 trước Công Nguyên (Nebuchadnezzar III), 521 trước Công Nguyên (Nebuchadnezzar IV) và 482 trước Công Nguyên (Bel-shimani và Shamash-eriba). Tuy nhiên, những cuộc nổi dậy này nhanh chóng bị trấn áp và Babylon vẫn chịu sự cai trị của Ba Tư trong hai thế kỷ, cho đến khi rơi vào tay Alexander Đại đế vào năm 331 trước Công Nguyên.

### Thời kỳ Hy Lạp

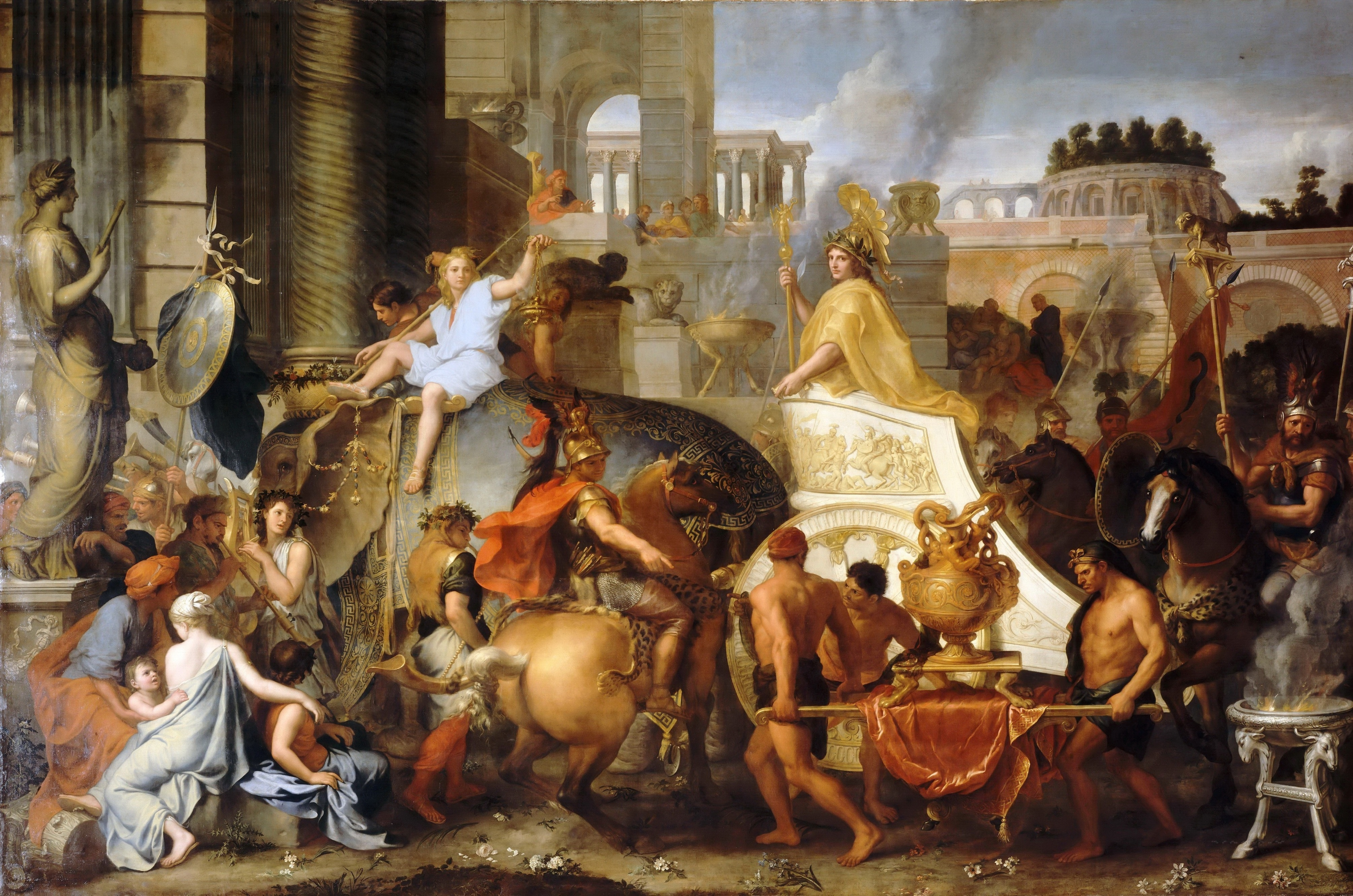
Alexander Đại đế tiến vào Babylon

Vào tháng 10 năm 331 trước Công Nguyên, vị vua Achaemenid cuối cùng của Đế quốc Ba Tư, đã bị đánh bại bởi quân đội của vua Hy Lạp cổ đại Alexander Đại đế trong Trận Gaugamela. Một ghi chép về cuộc xâm lược này đã ghi lại rằng Alexander đã ra lệnh không xông vào nhà của cư dân sinh sống tại thành phố.
Dưới triều đại của Alexander, Babylon lại phát triển rất rực rỡ như một trung tâm của học thuật và thương mại. Tuy nhiên, khi cái chết của Alexander vào năm 323 trước Công Nguyên trong cung điện của Nebuchadnezzar, đế quốc của ông bị phân chia bởi các tướng lĩnh của ông. Thời kỳ Diadochi, thời kỳ của chiến tranh trong suốt hàng thập kỷ bắt đầu. Sự hỗn loạn liên tục làm kiệt quệ Babylon. Một phù điêu vào năm 275 trước Công Nguyên cho biết cư dân của Babylon đã bị chuyển đến Seleucia, nơi một cung điện và một đền thờ được xây dựng. Sau sự kiện này, Babylon khó có thể được xem như một thành phố, mặc dù hơn một thế kỷ sau, các lễ tế vẫn được thực hiện trong các khu vực của thành phố.

### Thời kỳ tái cai trị của Ba Tư
Babylon (cũng như Assyria) trở thành một tỉnh của các đế quốc Ba Tư, Parthia và Sassan, trong suốt chín thế kỷ (cho đến năm 650 sau Công nguyên). Văn hóa và cư dân nơi đây vẫn không thay đổi, họ là những người nói tiếng Aram, những người vẫn luôn xem Babylon là quê hương của họ. Các văn bản thể thể hiện nền văn hóa của họ được tìm thấy ở Talmud, đạo Manda, Kitô giáo phương Đông và Mani giáo. Kitô giáo đã được truyền bá ở Lưỡng Hà vào thế kỷ thứ 1 và thứ 2 sau Công nguyên, Babylon có một ghế Giám mục trong Giáo hội Kitô phương Đông cho đến sau cuộc chinh phạt của người Arab/Hồi giáo.

### Cuộc chinh phạt của người Hồi giáo
Vào giữa thể kỷ thứ 7, Lưỡng Hà bị xâm chiếm và định cư bởi Đế quốc Hồi giáo, và một thời kỳ Hồi giáo hóa được mở ra. Babylon trở thành một tỉnh của đế quốc và nhà thờ Kitô giáo  phương Đông bị gạt ra ngoài lề xã hội nơi đây.
== Lịch sử hiện đại ==<bỏ>

### Chế độ Hussein

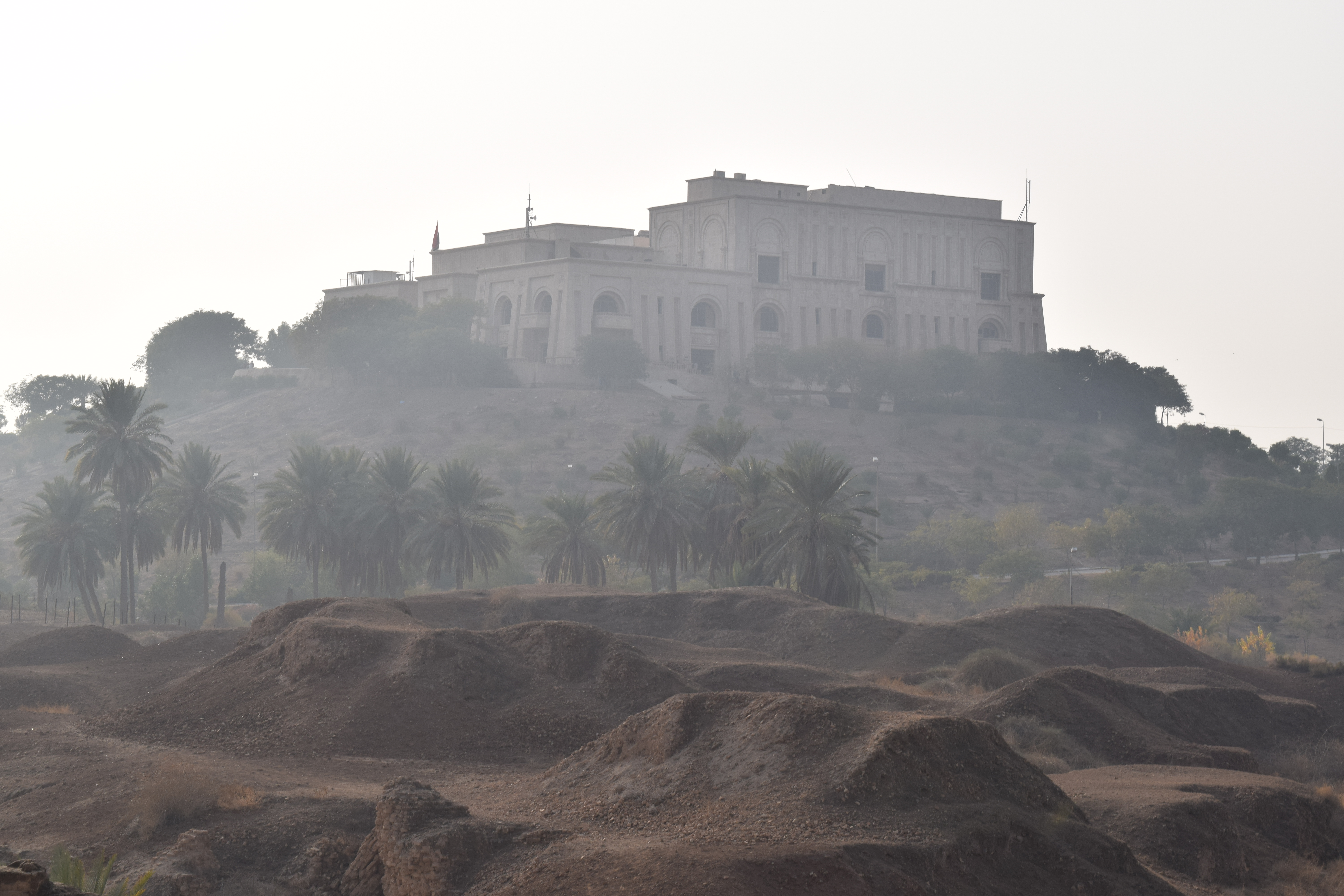
Dinh thự của Saddam Hussein ở Babylon

Vào năm 1983, Saddam Hussein cho xây dựng lại thành phố trên những tàn tích cũ (hậu quả là các hiện vật và những khám phá khác bị chôn vùi bên dưới thành phố). Hussein đầu tư vào quá trình tái thiết cũng như xây dựng mới lại Babylon, cũng như Nineveh, Nimrud, Assur và Hatra, để chứng tỏ sự lộng lẫy của các thành tựu Ả Rập. Ông cho đặt một bức chân dung của chính mình và Nebuchadnezzar ở lối vào khu di tích, gia cố lại Processional Way - một đại lộ lớn của những tảng đá cổ - và Sư tử Babylon - một tác phẩm điêu khắc đá đen khoảng 2600 tuổi. Hussein đã cho khắc tên mình trên nhiều  viên gạch theo kiểu Nebuchadnezzar. Một trong những dòng chữ phổ biến đó là: "Nơi đây được xây dựng bởi Saddam Hussein, con trai của Nebuchadnezzar, để vinh danh Iraq". Các viên gạch này được thu gom bởi những nhà sưu tầm sau khi chế độ Hussein sụp đổ.
Khi chiến tranh vùng Vịnh kết thúc, Hussein muốn xây dựng một dinh thự hiện đại được gọi là Saddam Hill trên một số di tích cũ, theo phong cách kim tự tháp ziggurat của người Sumerian. Vào năm 2003, ông dự định cho xây một tuyến cáp treo phía trên Babylon, tuy nhiên các kế hoạch này đã bị dừng lại sau cuộc tấn công Iraq năm 2003.

### Babylon hiện nay

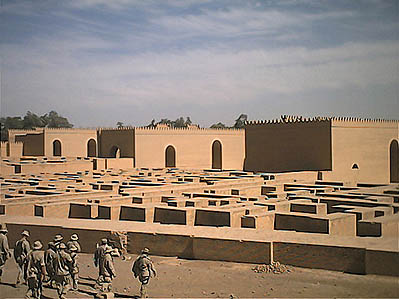
Lính thủy đánh bộ Mỹ đứng trước tàn tích Babylon đã được xây dựng lại vào năm 2003.

Sau cuộc xâm lược Iraq, khu vực quanh Babylon thuộc quyền kiểm soát của quân đội Mỹ, trước khi trao quyền kiểm soát cho quân đội Ba Lan vào tháng 9 năm 2003. Quân đội Mỹ dưới sự chỉ huy của tướng James T.Conway thuộc 1st Marine Expeditionary Force đã bị chỉ trích vì xây dựng căn cứ quân sự "Camp Alpha", bao gồm một bãi đáp trực thăng và các trang thiết bị khác trên tàn tích của Babylon sau chiến tranh Iraq. Quân đội Mỹ đã chiếm đóng vị trí này một thời gian và gây ra một số thiệt hại không thể khắc phục cho các di tích khảo cổ. Theo báo cáo của bộ phận Trung Cận Đông thuộc Bảo tàng Anh quốc, tiến sĩ John Curtis đã mô tả các khu vực của di tích khảo cổ đã bị san lấp tạo các bãi đáp trực thăng, các bãi đỗ xe cơ giới như thế nào. Curtis viết như sau về các lực lượng chiếm đóng:
gây ra thiệt hại đáng kể cho Cổng Ishtar, một trong những biểu tượng nổi tiếng nhất của thời cổ đại [...] các xe quân sự của quân đội Mỹ đã nghiền nát các con đường bằng gạch 2600 tuổi, các đồ vật khảo cổ học bị quẳng rải rác khắp khu vực, hơn 12 hào nước đã được đào vào các mỏ quặng cổ và các công trình quân sự đã làm ô nhiễm khu vực này,...
Một phát ngôn viên của Quân đội Mỹ đã tuyên bố rằng các hoạt động kỹ thuật đã được thảo luận với "người đứng đầu bảo tàng Babylon". Người đứng đầu Ủy ban Di sản và Cổ vật Iraq, Donny George nói rằng "sẽ phải mất hàng thập niên để phân loại đống lộn xộn này" và chỉ trích quân đội Ba Lan đã gây ra "thiệt hại khủng khiếp" cho di tích. Vào năm 2005, di tích đã được trao lại cho Bộ Văn hóa Iraq.
Vào tháng 4 năm 2006, Đại tá John Coleman, cựu tham mưu trưởng của Lực lương Viễn chinh Thủy quân Lục chiến, đề xuất một lời xin lỗi vì những thiệt hại đã gây ra bởi quân lính dưới quyền ông. Tuy nhiên, ông cũng tuyên bố rằng thiệt hại do sự hiện diện của Mỹ còn ít hơn thiệt hại do những kẻ cướp bóc có thể gây ra. Một bài báo được xuất bản vào tháng 4 năm 2006 nói rằng các quan chức Liên Hợp Quốc và các thủ lĩnh Iraq có kế hoạch khôi phục lại Babylon, biến nó trở thành một trung tâm văn hóa. Vào tháng 5 năm 2009, chính quyền tỉnh Babil đã cho mở cửa lại khu di tích cho khách du lịch.
Hàng ngàn người cư trú tại Babylon và các cộng đồng trong và xung quanh nó đang phát triển nhanh chóng từ các khu định cư nhỏ gọn, dày đặc đến vùng ngoại ô trải dài.